# Estelle Leonard
Estelle Leonard este un personaj fictiv din serialul Friends, creat de David Crane și Marta Kauffman. Este interpretat de June Gable.

## Prezentare
Estelle Leonard a fost impresarul lui Joey. Principalul rol pe care i l-a obținut a fost Dr. Drake Ramoray, în telenovela Days of Our Lives. Alte roluri pe care i le obține sunt: dublura fundului lui Al Pacino, rolul lui Pinnocchio într-un muzical, rolul lui Sigmund Freud în muzicalul Freud!, un rol într-o piesă de teatru SF, etc. Celălalt client al ei este Al Zeebooker, un om care mănâncă hârtie. În 2004 Estelle moare. Era o fumătoare în serie; moartea sa a fost probabil cauzată de acest viciu.